# Malevil (film)
Pour les articles homonymes, voir Malevil (homonymie).
Cet article concerne le film de Christian de Chalonge. Pour le roman, voir Malevil.
Pour plus de détails, voir Fiche technique et Distribution.
Malevil est un film franco-allemand de science-fiction post-apocalyptique de Christian de Chalonge sorti en 1981, librement adapté du roman éponyme de Robert Merle.
Le long-métrage marque un tournant dans la carrière de son réalisateur Christian de Chalonge, jusqu'alors essentiellement spécialisé dans le documentaire, notamment social et animalier. Après L'Argent des autres du même réalisateur, ce film permet aussi à Michel Serrault ou encore à Robert Dhéry de confirmer leur talent dans un emploi dramatique, alors que ces acteurs ont été longtemps cantonnés dans des rôles comiques. La mise en scène toute en sobriété, n'exploite aucun effet spécial généralement exploité dans les films de science-fiction post apocalyptiques. Le film est positivement accueilli par la critique et il obtient plus de 1,4 million d'entrées en salles à sa sortie.

## Synopsis
L'histoire se déroule au début des années 1980, un beau jour ensoleillé vers la fin de l'été, dans un petit hameau du nom de « Malevil » situé dans le sud-ouest de la France. Le facteur et sa Citroën 2 CV fourgonnette siglée PTT vient distribuer le courrier comme chaque matin avant de continuer sa course. Le personnage principal, notable viticulteur, réunit dans sa cave le maire, le pharmacien, plusieurs cultivateurs, commerçants, la très vieille grand-mère et un simple d'esprit. Il faut débattre de l'emplacement d'un lampadaire dans l'une des rues du bourg. Soudain, le petit poste de radio qu'écoute le benêt ne capte plus aucune fréquence. Quelques instants plus tard, une intense et très longue explosion retentit ainsi qu'un violent éclair, qui irradie sous la porte d'entrée du sous-sol. L'extrême bruit, la chaleur considérable, l'humidité qui suinte des murs et fait bouillir les bouteilles de vin les assomment tous.
Sortant peu à peu de leur léthargie sans dire un mot, ils contemplent leur nouvel univers où rien ou presque ne subsiste. Des explosions nucléaires semblent avoir ravagé toute la région, voire tout le pays.
Leur nouvelle existence est faite d'isolement, d'entraide, de recherche de nourriture et de violence.

## Commentaires
Partant de la situation d'origine du roman de Robert Merle Malevil et en utilisant la plupart des personnages, le traitement scénaristique s'écarte progressivement du livre et s'achève par une fin complètement différente. Robert Merle, estimant que l'esprit de son roman était dénaturé, a demandé que son nom ne figure pas au générique, où seule apparaît la mention « inspiré librement du roman Malevil (éditions Gallimard) ». 
Toutefois, la brillante prestation des acteurs antérieurement qualifiés de comiques comme Michel Serrault, Robert Dhéry et Jacques Villeret est alors saluée par la critique, bien que boudée par les Césars. Trintignant y campe le rôle d'un petit dictateur, un contre-emploi qu'il n'a pas souvent eu à jouer au cinéma.
Ce film est déconseillé aux moins de 10 ans.

## Fiche technique
- Réalisateur : Christian de Chalonge
- Scénario : Christian de Chalonge et Pierre Dumayet, adaptation libre du roman éponyme de Robert Merle, reniée par celui-ci
- Producteur : Claude Nedjar
- Musique : Gabriel Yared
- Directeur de la photographie : Jean Penzer
- Décors : Max Douy
- Montage : Henri Lanoë
- Costumes : Ghislain Uhry
- Sociétés de production : Les Films Gibé
- Pays d'origine :  France |  Allemagne de l'Ouest
- Langue : Français
- Sortie France : 13 mai 1981

## Distribution
- Michel Serrault : Emmanuel Comte
- Jacques Dutronc : Colin
- Jean-Louis Trintignant : Fulbert
- Jacques Villeret : Momo
- Robert Dhéry : Peyssou
- Hanns Zischler : le vétérinaire
- Pénélope Palmer : Evelyne
- Jean Leuvrais : Bouvreuil
- Emilie Lihou : La Menou
- Jacqueline Parent : Cathy
- Eduard Linkers : Fabrelatre
- Marianik Revillon : Emma
- Guy Saint-Jean : un gendarme
- Bernard Waver : un gendarme
- Reine Bartève : Judith
- Michel Berto : Bébé
- André Cerf

## Autour du film
Le tournage a eu lieu dans le département de l'Aveyron, au château des Bourines à Bertholène, à Sévérac-l'Église, ainsi que dans le département de l'Hérault au Caylar (Rocher du Lion) et à Saint-Thibéry.